# Roger Molenaers
Roger Molenaers (Herderen, 21 maart 1935) is een gewezen Belgische wielrenner. Hij was prof van 1956 tot 1961.

## Overwinningen
- 1957: Vierde rit in de Ronde van België in Brussel.
- 1958: Hoegaarden.
- 1959: tweede deel van de eerste rit in de Ronde van België in Charleroi.

Roger Molenaers is de broer van wielrenner Yvo Molenaers, op zijn beurt de schoonvader van sportleider Valerio Piva.

## Resultaten in voornaamste wedstrijden
| Jaar | Ronde van Italië | Ronde van Frankrijk | Ronde van Spanje |
| ---- | ---------------- | ------------------- | ---------------- |
| 1957 |                  |                     |                  |
| 1958 |                  |                     |                  |
| 1959 | opgave           |                     |                  |

| Jaar | Gent-Wevelgem | Ronde van Vlaanderen | Parijs-Roubaix |
| ---- | ------------- | -------------------- | -------------- |
| 1957 |               |                      |                |
| 1958 | 25e           | 39e                  | 22e            |
| 1959 | 42e           |                      |                |